# Czyżów (powiat tarnowski)
Czyżów – wieś w Polsce położona w województwie małopolskim, w powiecie tarnowskim, w gminie Żabno.
W latach 1975–1998 miejscowość należała administracyjnie do województwa tarnowskiego.
Przez wieś przebiega droga wojewódzka nr 973.